# Rivière Françoise
Rivière Françoise är ett vattendrag i Kanada.   Det ligger i provinsen Québec, i den östra delen av landet, 700 km nordost om huvudstaden Ottawa.
I omgivningarna runt Rivière Françoise växer i huvudsak blandskog. Trakten runt Rivière Françoise är nära nog obefolkad, med mindre än två invånare per kvadratkilometer.